# Guanylate cyclase
Guanylate cyclase (EC 4.6.1.2, hay còn được gọi là guanyl cyclase, guanylyl cyclase, hoặc GC) là một enzyme loại lyase. Guanylate cyclase thường là một phần của "dòng thác" tín hiệu protein G được hoạt hóa bởi mức calci nội bào thấp và bị ức chế nếu mức calci nội bào cao. Để đáp ứng với thay đổi nồng độ calci, guanylate cyclase tổng hợp cGMP từ GTP. cGMP giữ các kênh điều khiển bởi cGMP mở, cho phép nhận calci vào trong tế bào. Giống như cAMP, cGMP là một chất truyền tin thứ hai quan trọng, nó có thể nhận các thông tin được "nhắn" bởi các chất truyền tin nội bào như các hormone peptide và NO, và cũng có thể hoạt động như một tín hiệu tự tiết. Tùy thuộc vào loại tế bào, guanylate cyclase có thể thúc đẩy những thay đổi mang tính thích nghi/phát triển đòi hỏi sự tổng hợp protein. Trong cơ trơn, cGMP là tín hiệu để giãn cơ, cùng với nhiều cơ chế cân bằng nội môi khác như điều hòa sự giãn mạch máu, giọng, tiết insulin, và nhu động ruột. Sau khi được hình thành, cGMP có thể bị phân hủy bởi phosphodiesterase, mà tự chúng chịu các hình thức điều hòa khác nhau, tùy thuộc vào mô.

## Phản ứng
Guanylate cyclase xúc tác phản ứng biến đổi guanosine triphosphate (GTP) thành 3',5'-cyclic guanosine monophosphate (cGMP hay GMP vòng) và pyrophosphate:

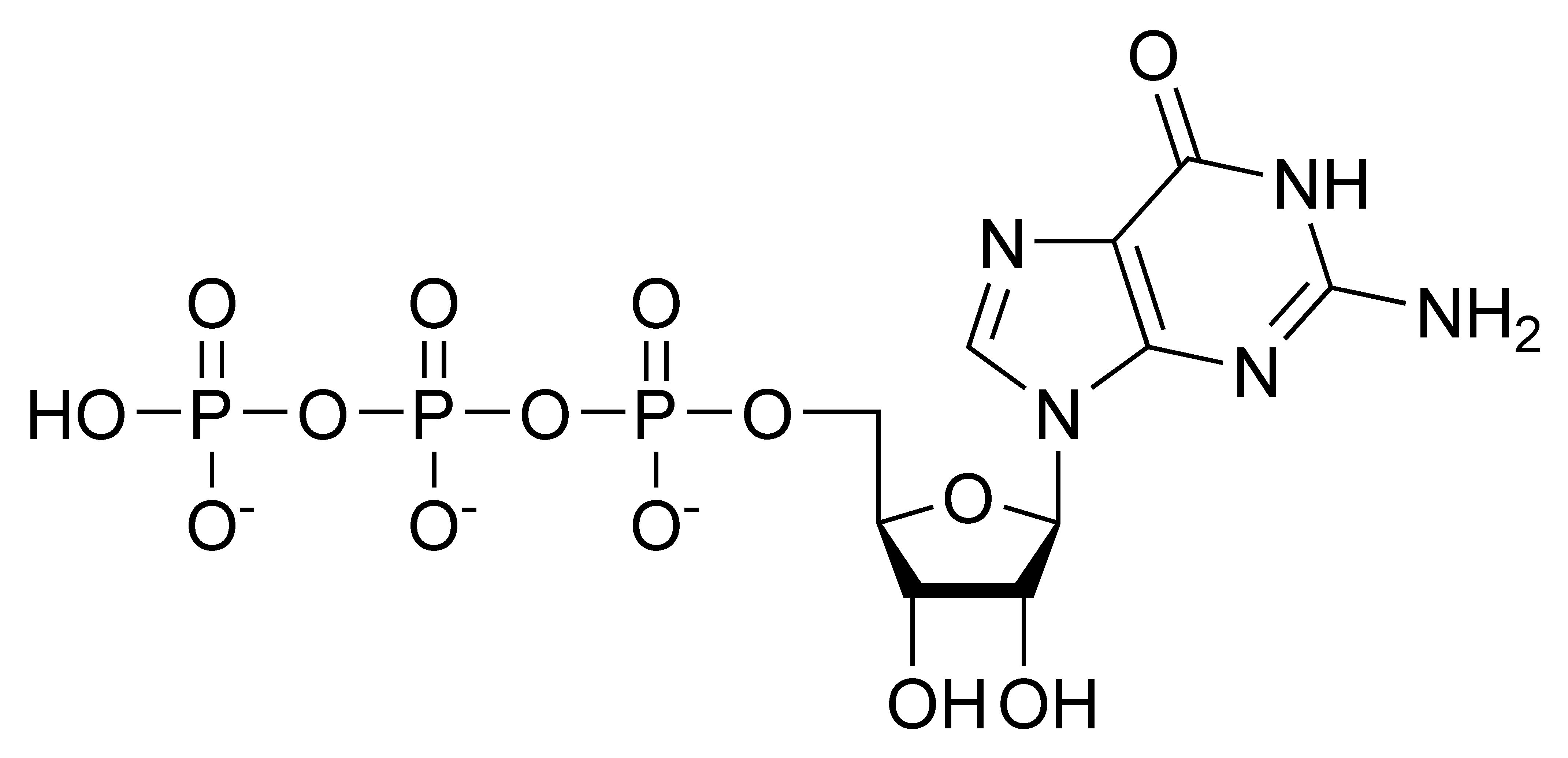
GTP
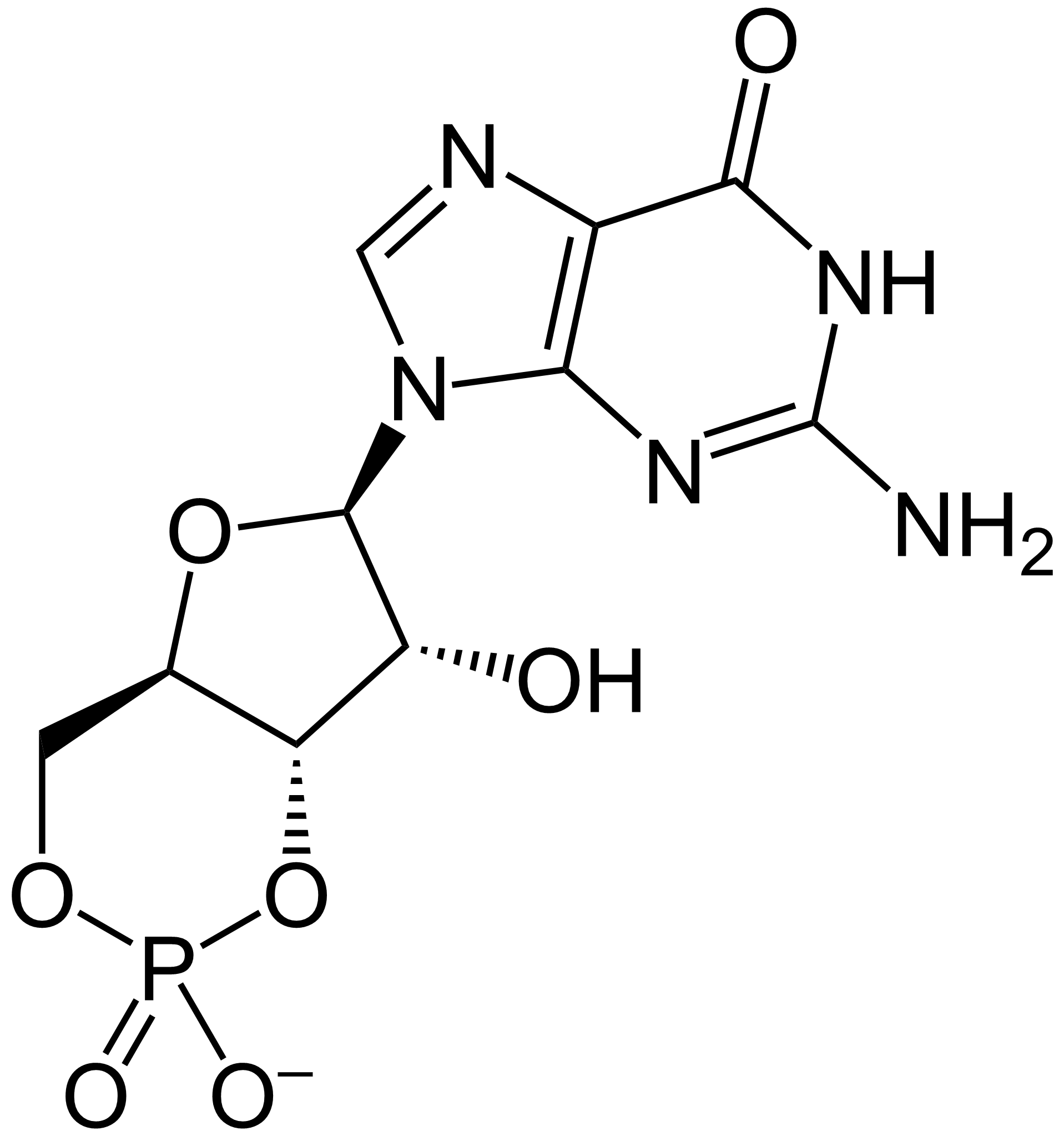
cGMP

## Phân loại
Có cả guanylate cyclase được gắn với màng (loại 1, thụ thể kết cặp-guanylate cyclase) và guanylate cyclase hòa tan (loại 2, guanylate cyclase hòa tan).
Guanylate cyclase được gắn với màng gồm một miền gắn kết ligand bên ngoài (ví dụ, đối với các hormone peptide như BNP và ANP), một miền xuyên màng, và một miền xúc tác bên trong tương ứng với các adenylyl cyclase. Gần đây, một guanylate cyclase trực tiếp đã được phát hiện trong một loại nấm thủy sinh.
Trong võng mạc động vật có vú, hai dạng của guanylate cyclase đã được xác định, mỗi dạng được mã hóa bởi một gen riêng biệt; RETGC-1 và RETGC-2. RETGC-1 đã được tìm thấy được biểu hiện ở mức cao hơn trong các tế bào nón so với tế bào que. Các nghiên cứu cũng chỉ ra rằng các đột biến trong gen RETGC-1 có thể dẫn đến chứng loạn dưỡng nón-que do phá hỏng các quá trình truyền dẫn ánh sáng bình thường.